# Arnold von Brauweiler
Arnold von Brauweiler (n. 1468, Köln, Sfântul Imperiu Roman – d. 1552, Köln, Sfântul Imperiu Roman) a fost un negustor, magistrat și primar al orașului Köln de la începuturile epocii moderne.

## Origine
După descrierea magistratului Hermann von Weinsberg al orașului Köln, „Arndten Bruwiler“, cum se numea pe atunci Brauweiler, provenea dintr-o familie cu mulți copii ai unui fierar de pe Hahnenstraße. Nu se știe dacă numele său de familie provine de la denumirea localității Brauweiler aflată în apropierea orașului Köln, înspre vest, de unde provenea familia, dar probabil că există o legătură între numele primarului și localitatea respectivă.
Condițiile în care a crescut Brauweiler au fost aparent modeste. Din poziția sa de cetățean înstărit, Weinsberg aprecia că familia Brauweiler era o familie simplă, care a avut noroc că a ajutat-o Dumnezeu.

## Negustor
Arnold von Brauweiler nu a ales meseria tatălui său, implicându-se în activități comerciale prospere. Cu toate că nu a avut o educație comercială prea dezvoltată, el a devenit un bogat negustor de pânzeturi și un membru respectat al comunității orașului Köln. Averea dobândită de el i-a permis în anul 1508 să cumpere bijuterii în valoare de 37.000 florini. Împăratul  Friedrich comandase bijuteriile la aurarii Wilhelm și Reinbold Kessel, dar nu le-a putut plăti la data realizării lor și a murit în 1493. Pentru a-și dezvolta afacerile, Brauweiler a înțeles că trebuie să combine negustoria cu favorurile imperiale. El a achiziționat astfel obligațiuni emise de împăratul Friedrich,  în schimbul cărora fiul său, Maximilian, l-a scutit de impozite considerabile pentru anumite afaceri și venituri.

## Om politic

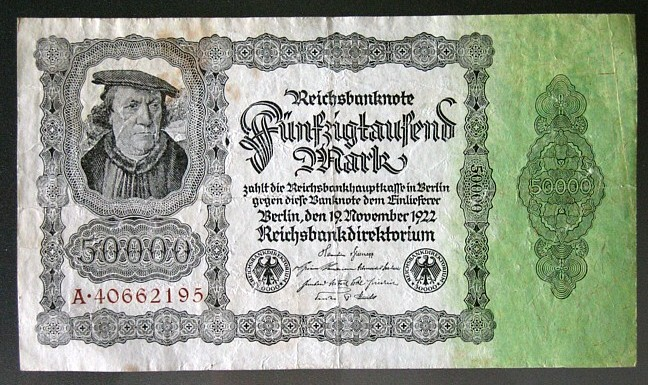
Portretul lui Arnold von Brauweiler, pe o bancnotă de 50.000 de mărci emisă în 1922

Brauweiler și-a dat seama că un angajament politic i-ar putea fi de folos în afaceri, așa că a fost ales în anul 1510 pentru prima dată ca membru în Asociația negustorilor. Aici l-a întâlnit pe Barthel Bruyn, care făcea parte din breasla pictorilor și care a executat (ca și Stephan Lochner la mijlocul secolului al XV-lea) portretele membrilor asociației. Acesta l-a pictat în anul 1535, când Brauweiler era primar. Portretul realizat de Bruyn este considerat a fi o capodoperă, el aflându-se astăzi printre comorile artistice ale Muzeul Wallraf-Richartz din Köln. El a realizat și portretul lui Peter von Heymbach, care a oficiat împreună cu Brauweiler în anul 1537/1538, acesta aflându-se în Muzeul orășenesc.         
Arnold Brauweiler s-a remarcat în viața politică, în principal, ca un păstrător al credinței catolice. El a fost de 13 ori primar al orașului, din anii 1517/1518 și până la moartea sa. 
Portretul lui Arnold von Brauweiler, executat în 1535 de Bartholomäus Bruyn cel Bătrân, a fost reprodus pe bancnota de 50.000 de mărci, emisă de Reichsbank din Berlin la 19 noiembrie 1922.